# Der Messias (Film)
Der Messias (Originaltitel: Il messia) ist ein im Oktober 1975 beim Filmfestival in Montecatini erstmals öffentlich gezeigter Film von Roberto Rossellini.

## Handlung
Erzählt wird das Leben Jesu von Nazaret. Der Film setzt mit der Geburt in Betlehem ein und behandelt den Stoff bis hin zur Kreuzigung und Auferstehung.

## Hintergründe
Regisseur Roberto Rossellini verzichtet in dem 1975 gedrehten Film absichtlich auf Kameraeffekte und versucht mit langen, oft bis zu einer Minute andauernden Aufnahmen, Natürlichkeit und die oft improvisierten Reaktionen der Schauspieler und Statisten einzufangen. Das Drehbuch, das die biblische Geschichte detailgetreu wiedergibt, hätte an einigen Stellen etwas an Geschwindigkeit gewinnen können, gilt aber als gelungen. Die Ausstattung und die Sets, in Tunesien entstanden, sind lebendig und nicht zu überladen. Auf Gewalt wird in Der Messias verzichtet. Die Kreuzigungsszene beispielsweise beginnt erst, als Jesus bereits am Kreuz hängt.